# Grupo de interés
Un grupo de interés es un conjunto de personas organizadas en torno a un interés común, con el fin de actuar conjuntamente en defensa del mismo. Se denomina grupo de presión cuando ese grupo busca la manera de influir a la opinión pública.
Su actividad política es distintiva de otras categorías porque procuran intervenir en la temática política desde afuera de esta, es decir indirectamente. A menudo los grupos de interés son de conocimiento público, como los sindicatos, las organizaciones patronales, las grandes empresas, las asociaciones de profesionales, las ONG, etcétera. 
La mayoría de la sociedades modernas reconocen legitimidad a los grupos de interés y regulan las modalidades de su accionar, de modo que no afecten la forma en que se encuentra regulada en cada país la toma de decisiones políticas. Una modalidad característica de la canalización institucional de los grupos de interés son los consejos económicos y sociales, que existen en varios países. Es habitual que los grupos de interés realicen sobre los poderes públicos una actividad particular denominada lobby, con el fin de tratar de incidir a su favor en el proceso de toma de decisiones públicas.

## Diferencias con categorías similares
Un grupo de interés no es una tertulia, aunque muchos grupos de interés y de presión nacen en ellas. Se diferencia conceptualmente del grupo de poder o el grupo de presión en que el grupo de interés busca la realización de sus necesidades mediante sus actividades profesionales, es decir que un ONG protectora del medio ambiente buscaría afiliar más socios y buscar más animales, plantas, bosques, etcétera, para proteger, a fin de que las autoridades vean su necesidad de colaboración y una empresa se esforzaría en crecer en producción para ser objeto de medidas de política económica. En cambio un grupo de poder busca forzar el proceso de decisiones del Estado en su favor e intereses, utilizando mecanismos de poder. Un grupo de presión acudiría directamente al parlamento a dialogar para satisfacer de ese modo sus necesidades. No obstante, a pesar de las disimilitudes, el grupo de interés, según el contexto histórico, social, cultural y político, podría mutar en grupo de presión y a posterior en grupo de poder.
Lo que los diferencia de los partidos políticos es que no pretenden ejercer el poder político sino influir en el proceso de la toma de decisiones políticas para conseguir los fines que en cada caso se proponen.